# Gran Premio motociclistico del Sudafrica 2004
Il Gran Premio motociclistico del Sudafrica 2004 corso il 18 aprile, è stato il primo Gran Premio della stagione 2004 del motomondiale, si tratta della decima ed ultima edizione del Gran Premio motociclistico del Sudafrica.
Ha visto vincere: la Yamaha di Valentino Rossi in MotoGP, Daniel Pedrosa nella classe 250 e Andrea Dovizioso nella classe 125, per quest'ultimo pilota si tratta della prima vittoria nel motomondiale.

## MotoGP
Con il successo al debutto su Yamaha, unito all'affermazione di Valencia della stagione precedente su Honda, Valentino Rossi diventa il primo e tuttora unico pilota nella storia della classe MotoGP capace di vincere consecutivamente due Gran Premi con due costruttori diversi.

### Arrivati al traguardo
| Pos. | Nº | Pilota            | Squadra                   | Motocicletta       | Giri | Tempo     | Griglia | Punti |
| ---- | -- | ----------------- | ------------------------- | ------------------ | ---- | --------- | ------- | ----- |
| 1º   | 46 | Valentino Rossi   | Gauloises Fortuna Yamaha  | Yamaha YZR-M1      | 28   | 43:50.218 | 1       | 25    |
| 2º   | 3  | Max Biaggi        | Camel Honda               | Honda RC211V       | 28   | +0.210    | 3       | 20    |
| 3º   | 15 | Sete Gibernau     | Telefonica Movistar Honda | Honda RC211V       | 28   | +7.255    | 2       | 16    |
| 4º   | 4  | Alex Barros       | Repsol Honda              | Honda RC211V       | 28   | +18.667   | 8       | 13    |
| 5º   | 69 | Nicky Hayden      | Repsol Honda              | Honda RC211V       | 28   | +24.094   | 4       | 11    |
| 6º   | 65 | Loris Capirossi   | Ducati Marlboro           | Ducati Desmosedici | 28   | +24.375   | 9       | 10    |
| 7º   | 45 | Colin Edwards     | Telefonica Movistar Honda | Honda RC211V       | 28   | +28.855   | 5       | 9     |
| 8º   | 6  | Makoto Tamada     | Camel Honda               | Honda RC211V       | 28   | +36.535   | 12      | 8     |
| 9º   | 17 | Norick Abe        | Fortuna Gauloises Tech 3  | Yamaha YZR-M1      | 28   | +36.643   | 18      | 7     |
| 10º  | 7  | Carlos Checa      | Gauloises Fortuna Yamaha  | Yamaha YZR-M1      | 28   | +39.284   | 14      | 6     |
| 11º  | 33 | Marco Melandri    | Fortuna Gauloises Tech 3  | Yamaha YZR-M1      | 28   | +43.806   | 7       | 5     |
| 12º  | 56 | Shin'ya Nakano    | Kawasaki Racing           | Kawasaki ZX-RR     | 28   | +43.920   | 6       | 4     |
| 13º  | 21 | John Hopkins      | Suzuki MotoGP             | Suzuki GSV-R       | 28   | +56.028   | 11      | 3     |
| 14º  | 12 | Troy Bayliss      | Ducati Marlboro           | Ducati Desmosedici | 28   | +56.558   | 21      | 2     |
| 15º  | 67 | Shane Byrne       | MS Aprilia Racing         | Aprilia RS Cube    | 28   | +1:13.831 | 19      | 1     |
| 16º  | 99 | Jeremy McWilliams | MS Aprilia Racing         | Aprilia RS Cube    | 28   | +1:22.206 | 17      |       |
| 17º  | 9  | Nobuatsu Aoki     | Proton Team KR            | Proton KR5         | 28   | +1:26.933 | 20      |       |
| 18º  | 84 | Michel Fabrizio   | WCM                       | Harris WCM         | 25   | +3 giri   | 22      |       |

### Ritirati
| Nº | Pilota           | Squadra         | Motocicletta       | Giri | Griglia |
| -- | ---------------- | --------------- | ------------------ | ---- | ------- |
| 66 | Alex Hofmann     | Kawasaki Racing | Kawasaki ZX-RR     | 15   | 13      |
| 50 | Neil Hodgson     | D'Antin MotoGP  | Ducati Desmosedici | 15   | 15      |
| 10 | Kenny Roberts Jr | Suzuki MotoGP   | Suzuki GSV-R       | 6    | 10      |
| 11 | Rubén Xaus       | D'Antin MotoGP  | Ducati Desmosedici | 4    | 16      |

### Non qualificato
| Nº | Pilota         | Squadra        | Motocicletta |
| -- | -------------- | -------------- | ------------ |
| 80 | Kurtis Roberts | Proton Team KR | Proton KR5   |

## Classe 250

### Arrivati al traguardo
| Pos. | Nº | Pilota           | Squadra                     | Motocicletta | Giri | Tempo     | Griglia | Punti |
| ---- | -- | ---------------- | --------------------------- | ------------ | ---- | --------- | ------- | ----- |
| 1º   | 26 | Daniel Pedrosa   | Telefonica Movistar Honda   | Honda        | 26   | 42:04.690 | 4       | 25    |
| 2º   | 7  | Randy de Puniet  | Safilo Carrera - LCR        | Aprilia      | 26   | +0.536    | 1       | 20    |
| 3º   | 19 | Sebastián Porto  | Repsol - Aspar              | Aprilia      | 26   | +5.859    | 2       | 16    |
| 4º   | 54 | Manuel Poggiali  | MS Aprilia                  | Aprilia      | 26   | +24.561   | 3       | 13    |
| 5º   | 51 | Alex De Angelis  | Aprilia Racing              | Aprilia      | 26   | +30.018   | 5       | 11    |
| 6º   | 6  | Alex Debón       | Wurth Honda BQR             | Honda        | 26   | +30.653   | 15      | 10    |
| 7º   | 10 | Fonsi Nieto      | Repsol - Aspar              | Aprilia      | 26   | +31.458   | 6       | 9     |
| 8º   | 24 | Toni Elías       | Fortuna Honda               | Honda        | 26   | +31.872   | 11      | 8     |
| 9º   | 2  | Roberto Rolfo    | Fortuna Honda               | Honda        | 26   | +31.940   | 7       | 7     |
| 10º  | 21 | Franco Battaini  | Campetella Racing           | Aprilia      | 26   | +35.643   | 10      | 6     |
| 11º  | 73 | Hiroshi Aoyama   | Telefonica Movistar Honda   | Honda        | 26   | +36.418   | 9       | 5     |
| 12º  | 33 | Héctor Faubel    | Grefusa - Aspar             | Aprilia      | 26   | +36.864   | 12      | 4     |
| 13º  | 12 | Arnaud Vincent   | Equipe GP de France - Scrab | Aprilia      | 26   | +39.105   | 24      | 3     |
| 14º  | 28 | Dirk Heidolf     | Grefusa - Aspar             | Aprilia      | 26   | +43.027   | 22      | 2     |
| 15º  | 50 | Sylvain Guintoli | Campetella Racing           | Aprilia      | 26   | +51.493   | 19      | 1     |
| 16º  | 14 | Anthony West     | Freesoul Abruzzo Racing     | Aprilia      | 26   | +51.699   | 20      |       |
| 17º  | 11 | Joan Olivé       | Campetella Racing           | Aprilia      | 26   | +52.883   | 18      |       |
| 18º  | 8  | Naoki Matsudo    | UGT Kurz                    | Yamaha       | 26   | +59.900   | 14      |       |
| 19º  | 9  | Hugo Marchand    | Freesoul Abruzzo Racing     | Aprilia      | 26   | +1:02.819 | 16      |       |
| 20º  | 36 | Erwan Nigon      | UGT Kurz                    | Yamaha       | 26   | +1:14.844 | 23      |       |
| 21º  | 96 | Jakub Smrž       | Molenaar Racing             | Honda        | 26   | +1:15.026 | 21      |       |
| 22º  | 44 | Tarō Sekiguchi   | NC World Trade              | Yamaha       | 26   | +1:19.230 | 28      |       |
| 23º  | 16 | Johan Stigefelt  | Aprilia Germany             | Aprilia      | 26   | +1:21.627 | 26      |       |
| 24º  | 40 | Max Sabbatani    | NC World Trade              | Yamaha       | 26   | +1:28.990 | 29      |       |
| 25º  | 77 | Grégory Lefort   | Equipe GP de France - Scrab | Aprilia      | 26   | +1:29.832 | 27      |       |

### Ritirati
| Nº | Pilota           | Squadra                     | Motocicletta | Giri | Griglia |
| -- | ---------------- | --------------------------- | ------------ | ---- | ------- |
| 15 | Christian Gemmel | Castrol-Honda Kiefer Racing | Honda        | 24   | 25      |
| 25 | Alex Baldolini   | Matteoni Racing             | Aprilia      | 0    | 17      |
| 34 | Eric Bataille    | Wurth Honda BQR             | Honda        | 0    | 8       |
| 57 | Chaz Davies      | Aprilia Germany             | Aprilia      | 0    | 13      |

## Classe 125

### Arrivati al traguardo
| Pos. | Nº | Pilota            | Squadra                  | Motocicletta | Giri | Tempo     | Griglia | Punti |
| ---- | -- | ----------------- | ------------------------ | ------------ | ---- | --------- | ------- | ----- |
| 1º   | 34 | Andrea Dovizioso  | Kopron Team Scot         | Honda        | 24   | 40:34.318 | 1       | 25    |
| 2º   | 15 | Roberto Locatelli | Safilo Carrera - LCR     | Aprilia      | 24   | +0.071    | 2       | 20    |
| 3º   | 27 | Casey Stoner      | Red Bull KTM             | KTM          | 24   | +2.203    | 5       | 16    |
| 4º   | 22 | Pablo Nieto       | Master - Repsol          | Aprilia      | 24   | +2.416    | 6       | 13    |
| 5º   | 63 | Mike Di Meglio    | Globet.com Racing        | Aprilia      | 24   | +12.312   | 4       | 11    |
| 6º   | 23 | Gino Borsoi       | Globet.com Racing        | Aprilia      | 24   | +13.270   | 12      | 10    |
| 7º   | 6  | Mirko Giansanti   | Matteoni Racing          | Aprilia      | 24   | +14.457   | 3       | 9     |
| 8º   | 21 | Steve Jenkner     | Rauch Bravo              | Aprilia      | 24   | +15.046   | 18      | 8     |
| 9º   | 19 | Álvaro Bautista   | Seedorf Racing           | Aprilia      | 24   | +24.835   | 8       | 7     |
| 10º  | 3  | Héctor Barberá    | Seedorf Racing           | Aprilia      | 24   | +25.266   | 11      | 6     |
| 11º  | 10 | Julián Simón      | Angaia Racing            | Honda        | 24   | +29.356   | 10      | 5     |
| 12º  | 36 | Mika Kallio       | Red Bull KTM             | KTM          | 24   | +33.134   | 15      | 4     |
| 13º  | 54 | Mattia Pasini     | Safilo Carrera - LCR     | Aprilia      | 24   | +33.237   | 20      | 3     |
| 14º  | 24 | Simone Corsi      | Kopron Team Scot         | Honda        | 24   | +33.682   | 21      | 2     |
| 15º  | 41 | Yōichi Ui         | Abruzzo Racing           | Aprilia      | 24   | +36.977   | 9       | 1     |
| 16º  | 48 | Jorge Lorenzo     | Caja Madrid Derbi Racing | Derbi        | 24   | +43.650   | 13      |       |
| 17º  | 7  | Stefano Perugini  | Metis Gilera Racing      | Gilera       | 24   | +45.230   | 19      |       |
| 18º  | 69 | Robbin Harms      | Ajo Motorsport           | Honda        | 24   | +45.389   | 22      |       |
| 19º  | 26 | Dario Giuseppetti | Elit Grand Prix          | Honda        | 24   | +45.590   | 16      |       |
| 20º  | 52 | Lukáš Pešek       | Ajo Motorsport           | Honda        | 24   | +45.715   | 27      |       |
| 21º  | 32 | Fabrizio Lai      | Metis Gilera Racing      | Gilera       | 24   | +45.961   | 17      |       |
| 22º  | 25 | Imre Tóth         | Team Hungary             | Aprilia      | 24   | +46.129   | 25      |       |
| 23º  | 33 | Sergio Gadea      | Master - Repsol          | Aprilia      | 24   | +1:04.990 | 24      |       |
| 24º  | 66 | Vesa Kallio       | Team Hungary             | Aprilia      | 24   | +1:05.784 | 26      |       |
| 25º  | 11 | Mattia Angeloni   | Angaia Racing            | Honda        | 24   | +1:23.541 | 32      |       |
| 26º  | 8  | Manuel Manna      | Semprucci Malaguti       | Malaguti     | 24   | +1:23.753 | 31      |       |
| 27º  | 28 | Jordi Carchano    | Matteoni Racing          | Aprilia      | 24   | +1:24.960 | 33      |       |

### Ritirati
| Nº | Pilota           | Squadra                  | Motocicletta | Giri | Griglia |
| -- | ---------------- | ------------------------ | ------------ | ---- | ------- |
| 12 | Thomas Lüthi     | Elit Grand Prix          | Honda        | 17   | 23      |
| 58 | Marco Simoncelli | Rauch Bravo              | Aprilia      | 16   | 7       |
| 50 | Andrea Ballerini | Sterilgarda Racing       | Aprilia      | 13   | 29      |
| 47 | Ángel Rodríguez  | Caja Madrid Derbi Racing | Derbi        | 7    | 28      |
| 42 | Gioele Pellino   | Abruzzo Racing           | Aprilia      | 7    | 30      |
| 16 | Raymond Schouten | Molenaar Racing          | Honda        | 4    | 34      |
| 14 | Gábor Talmácsi   | Semprucci Malaguti       | Malaguti     | 3    | 14      |